# Bigas Luna

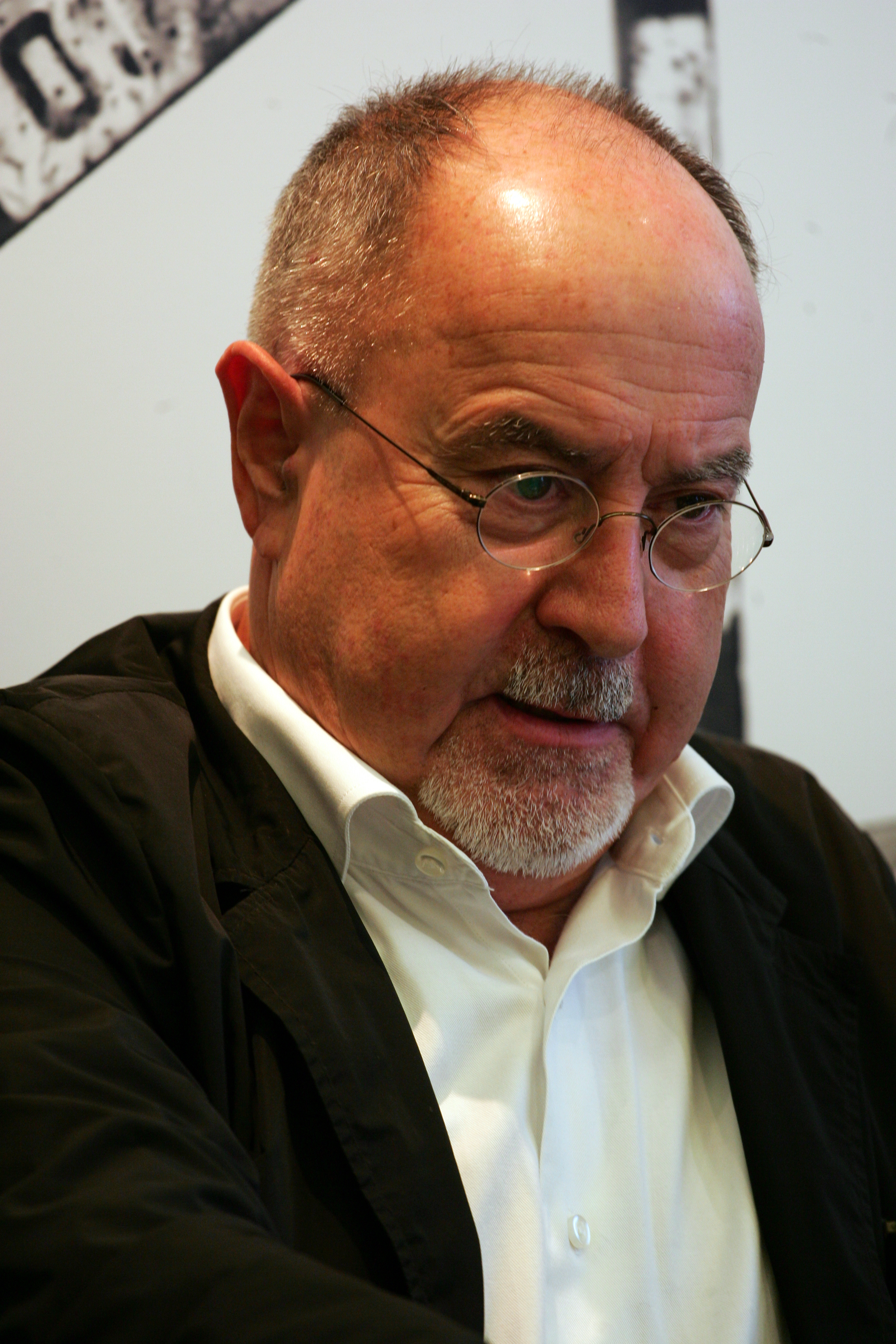
Bigas Luna, 2011

José Juan Bigas Luna, als Künstlername reduziert auf Bigas Luna (katalanisch Josep Joan Bigas i Luna; * 19. März 1946 in Barcelona, Spanien; † 6. April 2013 in La Riera de Gaià, Tarragonès), war ein spanischer Filmregisseur und Drehbuchautor. Bigas Luna gilt als einer der prägenden und wichtigsten Filmregisseure des spanischen Kinos. Seine Filme sind vor allem gekennzeichnet von Erotik, Sex, Gewalt und Leidenschaft. Einige spätere spanische Filmstars wie Ariadna Gil, Javier Bardem, Penélope Cruz oder auch Jordi Mollà wurden durch Lunas Filme entdeckt.

## Leben
Bigas Luna begann seine Laufbahn als Industriedesigner, gelangte später aber in eine Künstlergruppe und kam erst Mitte der 1970er Jahre zum Film. Er drehte zunächst vorwiegend Kurzfilme. Erst 1978 wurde er mit seinem Film Bilbao erstmals auch international beachtet. Es folgten für seine darauffolgenden Filme verschiedene nationale und internationale Auszeichnungen. Sein wohl bekanntester Film ist Jamon Jamon, der in Venedig den Silbernen Löwen erhielt.
Luna erlag am 6. April 2013 in Tarragona einem Krebsleiden.

## Filmografie
- 1976: Die tätowierte Leiche (Tatuaje)
- 1978: Bilbao
- 1979: Caniche
- 1981: Reborn (Renacer)
- 1986: Lola
- 1987: Im Augenblick der Angst (Angustia)
- 1990: Lulu – Die Geschichte einer Frau (Las edades de Lulú)
- 1992: Jamon Jamon (Jamón, jamón)
- 1993: Macho (Huevos de oro)
- 1994: Die Titte und der Mond (La teta y la luna)
- 1996: Bambola (Bámbola)
- 1997: Das Zimmermädchen der Titanic (La femme de chambre du Titanic)
- 1999: Volavérunt
- 2001: Son de mar – Nicht ohne dich (Son de mar)
- 2006: Yo soy la Juani
- 2010: Di Di Hollywood